# Umberto Guarnieri (ammiraglio)
Umberto Guarnieri (Capua, 1º agosto 1937) è un ammiraglio e dirigente d'azienda italiano, capo di stato maggiore della Marina Militare dal 1998 al 2001.

## Biografia
Ex-allievo della Scuola Militare Nunziatella (corso 1951), ha frequentato l'Accademia Navale di Livorno, da cui è uscito nel 1959 con il grado di guardiamarina.
Formatosi per gli incarichi Stato Maggiore tramite la frequentazione dell'ISSMI, ha ottenuto diversi titoli accademici nel settore delle comunicazioni da parte d'istituti di educazione superiore negli Stati Uniti ed in Francia, ed è stato successivamente insegnante di “Comunicazioni e Guerra Elettronica” presso l'Accademia Navale.
Durante la sua carriera ha ricoperto diversi incarichi di Stato Maggiore, come quello di Capo di Stato Maggiore della II Divisione Navale, Capo del 2º Reparto dello Stato Maggiore della Marina e Capo di Stato Maggiore presso il Comando in Capo della Squadra Navale/Comando NATO del Mediterraneo Centrale.
Oltre ai periodi di comando a terra, l'ammiraglio Guarnieri ha espletato numerosi comandi operativi, tra cui quelli della motocannoniera Folgore, delle corvette Gabbiano e Sfinge, della fregata Lupo, il caccia lanciamissili Ardito ed il comando in seconda dell'incrociatore Vittorio Veneto. Oltre ad unità singole, ha infine avuto il comando della II Divisione Navale con il grado di contrammiraglio.
Tornato ad impieghi a terra, è stato designato quale Sottocapo di Stato Maggiore della Marina dal 1993 al 1996, e successivamente comandante in capo della Squadra Navale, comandante NATO del Mediterraneo Centrale ed infine Comandante della Forza Marittima Europea (EUROMARFOR) (22 ottobre 1997).
Nel 1998 è stato nominato Capo di Stato Maggiore della Marina, incarico che ha mantenuto fino al 2001.
Lasciato il servizio attivo, è attualmente Presidente della Orizzonte Sistemi Navali S.p.A., azienda di ingegneria navale del gruppo Fincantieri.